# Deux-Montagnes
Deux-Montagnes es una ciudad de la provincia de Quebec en Canadá. Es una de las ciudades que conforman la Comunidad metropolitana de Montreal y se encuentra en el municipio regional de condado de Deux-Montagnes y a su vez, en la región administrativa de Laurentides. Forma parte de las circunscripciones electorales de Deux-Montagnes a nivel provincial y de Rivière-des-Mille-Îles a nivel federal.

## Etimología
El nombre “Deux-Montagnes” (Francés para "Dos Montañas") data de 1674 cuando se le dio al lago bordeando en el municipio, y al señorío que se situó al norte del lago. Originalmente fundada como la Villa Municipal de Saint-Eustache-sur-le-Lac, en 1921, se convirtió en una ciudad en 1958, y cambió su nombre por el de Deux-Montagnes en 1963.

## Geografía
Deux-Montagnes se encuentra ubicada en las coordenadas 45°32′00″N 73°53′00″O / 45.53333, -73.88333. Según Statistique Canada, tiene una superficie total de 6,16 km² y es una de las 1135 municipalidades en las que está dividido administrativamente el territorio de la provincia de Quebec.

## Demografía
Según el censo de Canadá de 2011, había 17 552 personas residiendo en esta ciudad con una densidad poblacional de 2850,1 hab./km². Los datos del censo mostraron que de las 17 402 personas censadas en 2006, en 2011 hubo un aumento poblacional de 150 habitantes (0,9%). El número total de inmuebles particulares resultó de 7116 con una densidad de 1155,2 inmuebles por km². El número total de viviendas particulares que se encontraban ocupadas por residentes habituales fue de 6985.